# Darreh Esbar
Darreh Esbar (persiska: دَرِّۀ اَسپَر, درّه اسبر, در آسپر, دَرِّه اِسپَر) är en ort i Iran.   Den ligger i provinsen Lorestan, i den centrala delen av landet, 300 km sydväst om huvudstaden Teheran. Darreh Esbar ligger 1 653 meter över havet och antalet invånare är 271.
Terrängen runt Darreh Esbar är kuperad åt nordost, men åt sydväst är den bergig. Runt Darreh Esbar är det ganska glesbefolkat, med 29 invånare per kvadratkilometer. Närmaste större samhälle är Dorūd, 9,6 km nordväst om Darreh Esbar. Trakten runt Darreh Esbar består i huvudsak av gräsmarker.